# لیگ ملی هاکی

ناموارهٔ رسمی لیگ ملی هاکی (NHL).

لیگ ملی هاکی یا ان‌اچ‌ال (در انگلیسی: NHL) مخفف کلمه نشنال هاکی لیگ، نام لیگ برتر هاکی روی یخ مردان در آمریکای شمالی است که تیمهای شرکت‌کننده در آن از کشورهای کانادا و آمریکا می‌باشند. ان اچ ال تنها لیگ برتر هاکی روی یخ در جهان است و یکی از مهم‌ترین لیگهای معظم ورزشی در آمریکای شمالی محسوب می‌شود. لیگ ملی هاکی دارای جام حذفی‌ای با نام استنلی کاپ با جام استنلی می‌باشد که این مسابقات از جذابترین و پربیننده‌ترین بازیهای ورزشی در آمریکای شمالی به‌شمار می‌آید.
سی تیم شرکت‌کننده در مسابقات ان اچ ال به دو کنفرانس (همایش) شرق و غرب، به صورت پانزده تیمی تقسیم می‌شوند. پس از آن پانزده تیم حاضر در هر کنفرانس به سه دسته یا دیویژن پنج تیمی بر حسب موقعیت مکانی شان تقسیم می‌شوند. نهایتاً هشت تیم برتر از هر کنفرانس به جام حذفی استنلی کاپ می‌رسند که در آنجا به صورت ضربدری باید با یکدیگر دیدار کنند و برنده چهار بازی از نهایتاً هفت بازی به مرحله بعدی صعود خواهد کرد. نهایتاً یک تیم از تمامی تیمهای شرکت‌کننده برنده جام استنلی می‌شود و افتخار آن را برای همیشه در تاریخ باشگاه خود ثبت می‌کند.

## تاریخچه

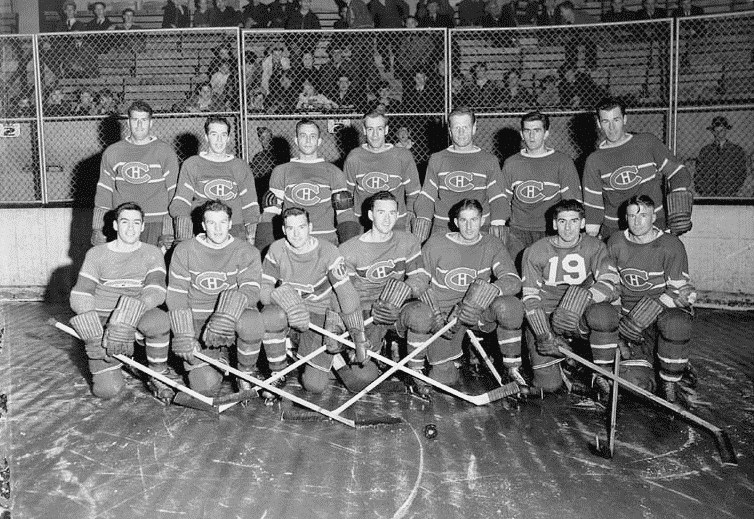
تیم کانادایی هاکی روی یخ مونتریال کَنیدینز پرافتخارترین تیم در تاریخ لیگ ملی هاکی است.

| تیم‌ها             | مقام‌ها |
| ----------------- | ------ |
| مونترآل کانادینز  | ۲۴     |
| تورنتو میپل لیفز  | ۱۳     |
| دیترویت رد وینگز  | ۱۰     |
| بوستون برونز      | ۵      |
| ادمونتون اویلرز   | ۵      |
| نیویورک رنجرز     | ۴      |
| نیویورک آیلندرز   | ۴      |
| شیکاگو بلک‌هاوکز   | ۳      |
| نیوجرزی دیولز     | ۳      |
| کلورادو اَوَلانش    | ۲      |
| فیلادلفیا فلایرز  | ۲      |
| پیتسبورگ پینگوینز | ۲      |
| آناهایم داکز      | ۱      |
| کلگری فِلیمز       | ۱      |
| کَرولاینا هاریکَنز  | ۱      |
| دالاس استارز      | ۱      |
| تمپا بی لایتنینگ  | ۱      |